# Museet Ribes Vikinger
Museet Ribes Vikinger är ett lokalhistoriskt museum i Ribe i Sønderjylland i Danmark.
I museet skildras Ribes historia från vikingatid fram till år 1700.
Museet ingår sedan januari 2008, vid sidan av bland andra Esbjerg Museum, i det då bildade Sydvestjyske Museer med huvudkontor i Ribe.